# Џамија Валиде Султан у Сјеници
Џамија Валиде Султан је османска џамија која се налази у Сјеници. Уврштена је у листу заштићених споменика културе Србије (матични број СК 953).
Једна је од ретких царских џамија у Србији, а саградила ју је породица османског султана.

## Опште информације
Џамија Султан Валиде подигнута је у 19. веку, вероватно 1870. године. Ова грађевина представља врхунац времена када је Сјеница била седиште Новопазарског санџака. Задужбина је султаније Пертевнихал Валиде, мајке 32. турског султана Абдулазиза.
Грађена је од белог камена, без темеља, има мунару са шерефетом (врста галерије). Објекат је надвишен куполом пречника 15 м која се не ослања ни на један стуб. У време изградње џамија је имала највећу куполу на Балканом полуострву.